# Vanvårdsutredningen
Utredningen om vanvård i den sociala barnavården, även kallad Vanvårdsutredningen, var en utredning beställd av Sveriges regering den 21 juni 2006. Till särskild utredare utsågs Göran Johansson den 15 september 2006.
Vanvårdsutredningen presenterade ett första delbetänkande Vanvård i social barnavård under 1900-talet SOU 2009:99 i december 2009 och överlämnade sitt slutbetänkande Vanvård i social barnomsorg SOU 2011:61 i september 2011. Den följdes upp av Upprättelseutredningen.